# Hornbach (Werse)
Der Hornbach ist ein 1,7 Kilometer langer rechtsseitiger Zufluss der Werse in Münster/Westfalen. 

## Verlauf
Der Bachlauf beginnt heute im Stadtteil Handorf an einem Graben westlich der Lützowstraße und verläuft (zunächst durch Wiesen) parallel zur Straße Am Hornbach westwärts.
Der weitere Verlauf im Ortsteil Dorbaum von Handorf ist vollständig verrohrt. Erst westlich der Dorbaumstraße tritt der Hornbach wieder zutage, fließt durch Felder, unterquert die Bahnstrecke nach Osnabrück, durchläuft ein kleines Waldstück und mündet schließlich zwischen Sudmühle und Havichhorster Mühle in die Werse.